# Asclepias kamerunensis
Asclepias kamerunensis är en oleanderväxtart som beskrevs av Rudolf Schlechter. Asclepias kamerunensis ingår i släktet sidenörter, och familjen oleanderväxter. Inga underarter finns listade i Catalogue of Life.